# Гросмугль
Гросмугль (нем. Großmugl) — ярмарочная коммуна (нем. Marktgemeinde) в Австрии, в федеральной земле Нижняя Австрия.
Входит в состав округа Корнойбург. Население составляет 1545 человек (на 31 декабря 2005 года). Занимает площадь 64,49 км². Официальный код — 31204.

## Политическая ситуация
Бургомистр коммуны — Карл Ленер (АНП) по результатам выборов 2010 года.
Совет представителей коммуны (нем. Gemeinderat) состоит из 19 мест.
- АНП занимает 14 мест.
- Партия UBL занимает 5 мест.

## Известные уроженцы
- Эберсберг, Йозеф Зигмунд (1799—1854) — австрийский писатель.